# غاستون فرنانديز
غاستون فرنانديز (بالإسبانية: Gastón Fernández)‏ (12 أكتوبر 1983 لانوس الأرجنتين - ) هو لاعب كرة قدم أرجنتيني يلعب كلاعب وسط.

## روابط خارجية
- غاستون فرنانديز على موقع الدوري الأمريكي (الإنجليزية)
- غاستون فرنانديز على موقع قاعدة بيانات كرة القدم.إي يو (الإنجليزية)
- غاستون فرنانديز على موقع Soccerway.com (الإنجليزية)
- غاستون فرنانديز على موقع عالم كرة القدم.نت (الإنجليزية)
- غاستون فرنانديز على موقع AS.com (الإسبانية)